# Libro de los Números

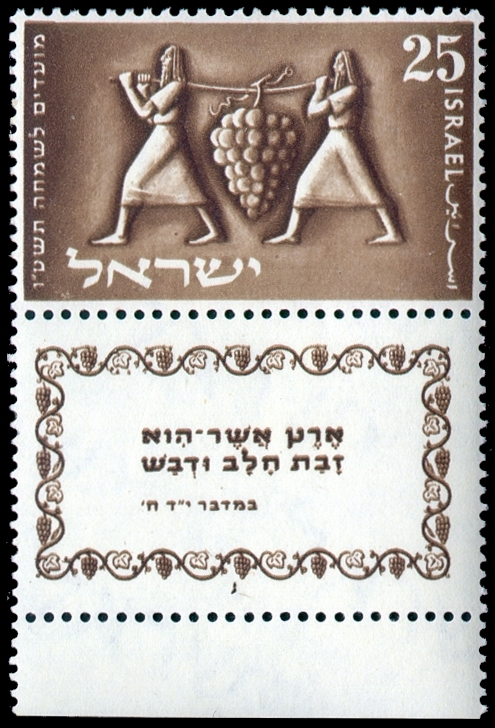
Estampilla israelí con Josué y Caleb portando el fruto de la Tierra Prometida. En hebreo, presenta la inscripción "Tierra de leche y miel" (Números 14:8).

El Libro de los Números o simplemente Números,en griego Ἀριθμοί [Arithmoí]; llamado en hebreo במדבר [Bəmidbar]: «En el desierto») es el cuarto libro del Tanaj hebreo, que desde el siglo II d. C. ―aunque con algunas diferencias― es llamado Antiguo Testamento de la Biblia. Es el cuarto libro de la Torá judía o Pentateuco, «los cinco libros»― según su posterior nombre griego. Números es uno de los libros mejor conservados de la Pentateuco. Fragmentos de los rollos de Ketef Hinnom que contienen versículos de Números han sido datados a finales del siglo VII o principios del VI a. C. Estos versículos son los artefactos más antiguos que se conocen del texto de la Biblia en hebreo.
El libro tiene una historia larga y compleja; su forma final se debe posiblemente a una redacción (es decir, edición) sacerdotal de una fuente yahwista realizada en algún momento a principios del período persa (siglo V a. C.). El nombre del libro proviene de los dos censos realizados a los israelitas. Es históricamente interesante por los detalles de la ruta de los israelitas por el desierto y sus principales lugares de residencia. El libro consta de tres partes principales: el censo del pueblo en el desierto y los preparativos para reanudar el viaje (capítulos 1-10:10). El relato del viaje del Sinaí a Moab, el envío de los espías, su regreso con el informe, las quejas del pueblo (cap. 10:11-21:20), y los acontecimientos en las llanuras moabitas antes de cruzar el río Jordán hacia Canaán (cap. 21:21 - cap. 36).
Números comienza en el monte Sinaí, donde los israelitas han recibido sus leyes y pacto de Dios y Dios ha establecido su morada entre ellos en el santuario. La tarea que tienen ante sí es tomar posesión de la Tierra Prometida. Se cuenta al pueblo y se hacen los preparativos para reanudar la marcha. Los israelitas comienzan el viaje, pero se quejan de las penurias del camino y de la autoridad de Moisés y Aarón. Llegan a las fronteras de Canaán y envían a doce espías a la tierra. Al escuchar el aterrador informe de los espías sobre las condiciones en Canaán, los israelitas se niegan a tomar posesión de ella. Dios los condena a muerte en el desierto hasta que crezca una nueva generación que pueda llevar a cabo la tarea. Además, algunos se rebelaron contra Moisés y, por estos actos, Dios destruyó a aproximadamente 15 000 de ellos por diversos medios. El libro termina con la nueva generación de israelitas en las llanuras de Moab preparados para cruzar el río Jordán.
El libro se llama "Números" porque contiene recuentos de los israelitas en el desierto. Viene precedido por el Levítico y seguido por el Deuteronomio.
Números es la culminación de la historia del éxodo de Israel de la opresión en Egipto y su viaje para tomar posesión de la tierra que Dios prometió a sus padres. Como tal, concluye los temas introducidos en Génesis y desarrollados en Éxodo y Levítico: Dios ha prometido a los israelitas que se convertirán en una gran nación (es decir, numerosa), que tendrán una relación especial con él y que tomarán posesión de la tierra de Canaán. Números también demuestra la importancia de la santidad, la fidelidad y la confianza: a pesar de la presencia de Dios y de sus sacerdotes, Israel carece de fe y la posesión de la tierra queda en manos de una nueva generación.

## Nombre
El nombre original del Libro de los Números es במדבר, /bamidbar/ (‘[libro de] en el desierto’) en hebreo. En el siglo III a. C. se tradujo al griego con el resto de la llamada Biblia Septuaginta, en la que se le dio a este libro el título de Αριθμοί, /arithmoí/ (‘números’).
Todo el libro está poblado de números, que consigna con minuciosidad extrema: la cantidad de jefes de las tribus (cap. 7); número de las poblaciones y libaciones necesarias (13); cuenta de la cantidad de hombres sublevados (16:2); cabezas de ganado que han de ser destinadas al sacrificio ritual (28-29); cantidad de botín y su reparto exacto (31); agrimensura y dimensiones del territorio (35); incluso recuentos minuciosos de las leyes y los relatos contados.
Es posible que el libro exagere o idealice algo la cantidad de hebreos, pero es innegable que, más allá de ello, pinta un cuadro de la vida y la sociedad de aquellos tiempos con una fuerza incomparable, describiendo incluso con gran vivacidad el desierto del Néguev y la manera de vivir en él.
Más de una vez se expresa que Moisés se dedicó a registrar cada sitio donde los hebreos se detenían, cada oasis y cada campamento.

## Estructura

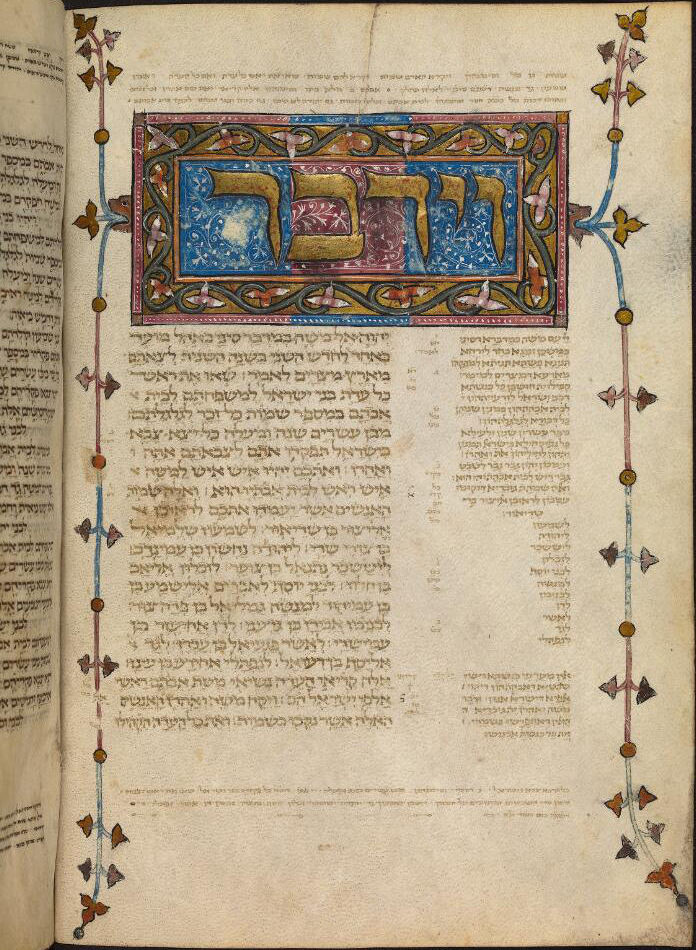
MS. Kennicott 3, creado en 1299. Muestra el comienzo de Números con su primera palabra ilustrada con caligrafía: “'Way-ḏabbêr”', «Y Él habló...»

La mayoría de los comentaristas dividen Números en tres secciones basadas en la ubicación (monte Sinaí, Cades-Barnea y las llanuras de Moab), unidas por dos secciones de viaje; una alternativa es verlo estructurado en torno a las dos generaciones de los condenados a morir en el desierto y la nueva generación que entrará en Canaán, haciendo una distinción teológica entre la desobediencia de la primera generación y la obediencia de la segunda.
- El pueblo en el desierto del Sinaí. (Números 1,1–10,10)

En esta sección, el pueblo de Israel se presenta en toda su dimensión numérica y religiosa, preparándose para reiniciar su marcha. Se ubica en el mismo contexto que la segunda parte del Éxodo y el Levítico. Antes de partir, se realiza un censo detallado de los hombres aptos para la guerra, organizados por tribus, con la disposición de sus campamentos, ya que constituyen el ejército del Señor.
La tribu de Leví, por su papel especial, recibe un tratamiento diferenciado. A partir de esto, se introducen leyes sobre la pureza, relaciones comunitarias, el nazareato, bendiciones, ofrendas, el diseño del candelabro, la consagración de los levitas y la celebración de la Pascua. Se vuelve a explicar el significado de la nube que guía al pueblo y el uso de trompetas para las convocatorias. Con todo ello, el pueblo queda listo para abandonar el desierto del Sinaí.
- El pueblo en Cadés (Números 10,11–20,21)

Ubicada entre los desiertos de Parán y Sin, Cadés es el lugar donde el pueblo desafía a Dios y sufre sus consecuencias, pero también experimenta el poder intercesor de Moisés y la misericordia divina. Aunque el cambio de escenario es breve, se destaca que la nube los guio hasta allí, siguiendo el orden del campamento. Cadés es escenario de varios episodios marcados por la queja del pueblo, la intervención de Moisés y la respuesta de Dios: el fuego en Taberá, la protesta por el maná, el nombramiento de los setenta ancianos, el envío de codornices, y la crítica de Aarón y María. También se narra el envío de exploradores a Canaán, el rechazo del pueblo a entrar y su posterior derrota por actuar sin el respaldo divino.
Aparecen leyes sobre sacrificios, ofrendas, el sábado y normas para cuando entren en la Tierra Prometida, reforzando la esperanza en medio del castigo. La rebelión de Coré permite reafirmar la autoridad del sacerdocio de Aarón, con leyes sobre las funciones de sacerdotes y levitas. La falta de agua y la negativa de Edom a dejarlos pasar reactivan la narrativa, que se encamina hacia el siguiente tramo del viaje.
- Durante el camino de Cadés a Moab. (Números 20,22–21,35)

Durante este trayecto, el pueblo sigue enfrentando castigos, pero también empieza a vivir los primeros signos de victoria gracias a la fidelidad de Dios. Acontecen hechos importantes como la muerte de Aarón, la victoria en Jormá, y el incidente de la serpiente de bronce tras una nueva rebelión del pueblo.
Además, se recogen cantos y recuerdos ligados a lugares específicos. Finalmente, se narran las conquistas de Sijón y Og, que les permiten llegar a las llanuras de Moab, punto final antes de entrar en la tierra prometida.
- En las llanuras de Moab. (Números 22,1–36,13)

Esta es la última etapa establecida antes de cruzar a Canaán. Dios continúa protegiendo al pueblo y le otorga nuevas victorias que permiten a algunas tribus asentarse en la Transjordania. El relato combina recuerdos del camino recorrido con leyes y disposiciones para la vida en la Tierra Prometida. Comienza con los oráculos de Balaam, que profetizan el destino glorioso de Israel, y continúa con la infidelidad en Peor. Se realiza un nuevo censo, se regulan herencias (como el caso de las hijas de Selofhad), y se establece que Josué sucederá a Moisés.
Se recogen leyes sobre sacrificios, festividades y votos. La guerra contra Madián y el reparto del botín anticipan la futura división de la Tierra. Se delimitan fronteras, se asignan ciudades a los levitas y ciudades de refugio, y se regula el matrimonio de mujeres con herencia para garantizar que cada tribu conserve su parte. Todo queda listo para entrar en Canaán. Sin embargo, antes de hacerlo, será necesario que Dios renueve su Ley. Esto será el contenido del Deuteronomio, también situado en las llanuras de Moab.

## Resumen

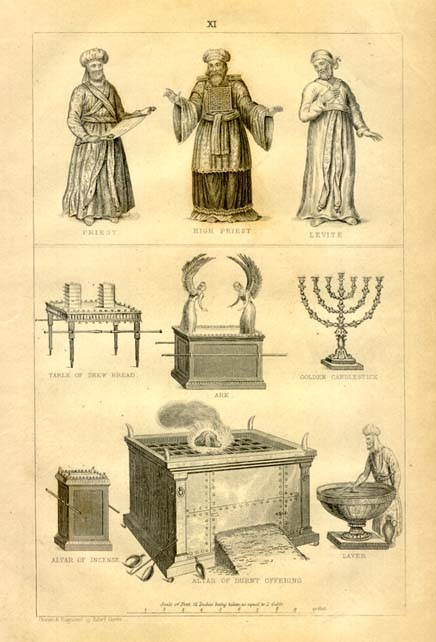
Sacerdote, Levita y mobiliario del Tabernáculo

Dios ordena a Moisés, en el desierto de Sinaí, que cuente a todos los hombres aptos para llevar armas, es decir, todos los hombres de veinte años en adelante, y que nombre príncipes para cada tribu. Se encuentra un total de 603 550 israelitas aptos para el servicio militar. La tribu de Leví queda exenta del servicio militar y, por lo tanto, no se incluye en el censo. Moisés consagra a los levitas para el servicio del Tabernáculo en lugar de los hijos primogénitos, que hasta entonces habían desempeñado esa función. Los levitas se dividen en tres familias, los gersonitas, los coatitas y los meraritas, cada una bajo un jefe. Los coatitas estaban encabezados por Eleazar, hijo de Aarón, mientras que los gersonitas y los meraritas estaban encabezados por el otro hijo de Aarón, Itamar. A continuación, se hacen los preparativos para reanudar la marcha hacia la Tierra Prometida. Se decretan diversas ordenanzas y leyes.
Los israelitas parten del Sinaí. El pueblo murmura contra Dios y es castigado con fuego; Moisés se queja de su obstinación y Dios le ordena que elija a setenta ancianos para que le ayuden en el gobierno del pueblo. Miriam y Aarón insultan a Moisés en Hazerot, lo que enfurece a Dios; Miriam es castigada con la lepra y expulsada del campamento durante siete días, al cabo de los cuales los israelitas se dirigen al desierto de Parán, en la frontera de Canaán. Se envían doce espías a Canaán, que regresan para informar a Moisés. Josué y Caleb, dos de los espías, informan que la tierra es abundante y « mana leche y miel», pero los demás espías dicen que está habitada por gigantes, y los israelitas se niegan a entrar en ella. Yahvé decreta que los israelitas serán castigados por su pérdida de fe y tendrán que vagar por el desierto durante cuarenta años.
Dios ordena a Moisés que haga placas para cubrir el altar. Los hijos de Israel murmuran contra Moisés y Aarón a causa de la destrucción de los hombres de Korah y son azotados por la plaga, pereciendo 14 700 personas. Dios declara a Aarón y a su familia responsables de cualquier iniquidad cometida en relación con el santuario. Los levitas son nombrados de nuevo para ayudar en el mantenimiento del Tabernáculo. Se ordena a los levitas que entreguen a los sacerdotes una parte de los diezmos que se les han entregado.
Miriam muere en Cades-Barnea y los israelitas parten hacia Moab, en la frontera oriental de Canaán. Los israelitas culpan a Moisés por la falta de agua. Dios ordena a Moisés que hable a una roca, pero él desobedece inicialmente y es castigado con la noticia de que no entrará en Canaán. El rey de Edom les niega el permiso para atravesar su territorio y ellos lo rodean. Aarón muere en el monte Hor. Los israelitas son mordidos por serpientes voladoras por hablar contra Dios y Moisés. Se fabrica una serpiente de bronce para ahuyentar a estas serpientes.
Los israelitas llegan a las llanuras de Moab, al otro lado del río Jordán desde Jericó. Aquí, los israelitas se encuentran en conflicto con los amorreos y Og, rey de Bashán, a quienes derrotan. Balac, rey de Moab, decide luchar también contra los israelitas y convoca a un adivino local llamado Balaam para que maldiga a los israelitas. Sin embargo, Dios le dice a Balaam que no los maldiga, y cuando Balaam intenta viajar a Balac con los oficiales moabitas, Dios envía un ángel para detener a su burro. Al darse cuenta de que no puede maldecir a los israelitas, Balaam los bendice y prevé una figura a la que identifica como «la Estrella de Jacob», que derrotará a los enemigos de Israel. Esto enfurece a Balac, pero Balaam le informa de que no puede decir nada más que lo que Dios le dice que diga.
Cuanto más tiempo permanecen los israelitas en las llanuras de Shittim, más se mezclan con los moabitas locales y más participan en la religión local, adorando a una deidad conocida como Baal-Peor. Dios envía una plaga en represalia, y Moisés ordena a los jueces que maten a cualquiera que participe en esta práctica. Cuando uno de los nietos de Aarón, Fineas, descubre que un príncipe simeonita llamado Zimri se ha casado con una mujer madianita llamada Cozbi, entra en su tienda y los atraviesa con una lanza. Dios lo recompensa dando a sus descendientes el sacerdocio perpetuo. Dios también dice a los israelitas que consideren a los madianitas como sus enemigos.
Un nuevo censo da un total de 601 730 hombres de veinte años en adelante, y 23 000 levitas de un mes en adelante. La tierra se dividirá por sorteo. Las hijas de Zelophehad, que no tenían hijos, participarán en el reparto. Dios ordena a Moisés que nombre a Josué como su sucesor. Se enumeran las prescripciones para la observancia de las fiestas y las ofrendas para diferentes ocasiones. Moisés ordena a los israelitas que masacren al pueblo de Madián, en represalia por el incidente de Baal-Peor. Concretamente, se mata a todos los hombres y niños madianitas y a todas las mujeres que no son vírgenes. Las mujeres y niñas madianitas vírgenes son perdonadas, pero se las queda el ejército israelita como botín.
Los rubénitas y los gaditas piden a Moisés que les asigne la tierra al este del río Jordán. Moisés accede a su petición después de que prometen ayudar en la conquista de la tierra al oeste del Jordán. La tierra al este del Jordán se divide entre las tribus de Rubén, Gad y la media tribu de Manasés. Moisés recuerda las estaciones en las que los israelitas se detuvieron durante sus cuarenta años de peregrinaje y les ordena exterminar a los cananeos y destruir sus ídolos. Se detallan los límites de la tierra, que se dividirá bajo la supervisión de Eleazar, Josué y doce príncipes, uno de cada tribu.

## Autor
La tradición religiosa judía atribuye el Libro de los Números ―como todos los libros de la Torá (el Pentateuco)― al gran legislador de la nación hebrea Moisés (Moisés ben Hamram o Moshé Rabenu), quien habría vivido hacia el 1300 a. C..
Según el Segundo Libro de los Reyes (22-23), ue fue hallado durante la reforma de Josías (hacia el año 622 a. C.).

## Datación
El evento clave en la formación del Antiguo Testamento fue la invasión del reino de Judá por el Imperio de Babilonia en el 586 a. C. (según Dawes, pág. 13).
Los babilonios destruyeron la ciudad y el Templo de Salomón, ejecutaron a los hijos del rey delante de él y lo cegaron, y se lo llevaron a él y a muchos otros al exilio en Babilonia (Dawes, pág. 14). Estos eventos deben de haber representado una gran crisis religiosa: ¿por qué el Dios Yahvé había permitido que esto sucediera? ¿Qué había pasado con la promesa de que los descendientes de David reinarían para siempre? Las respuestas están registradas en el Libro de Ezequiel, el Libro de Jeremías y el Libro de Isaías, y en la historia deuteronomista, la colección de obras históricas desde el Libro de Josué al Libro Primero de los Reyes: Yahvé no había abandonado a Israel, sino que Israel había abandonado a Yahvé, y el exilio en Babilonia era un castigo de Yahvé por la falta de fe de Israel (según Dawes, págs. 14-16).
El exilio en Babilonia duró aproximadamente 48 años: empezó en 586 a. C. y terminó cuando los persas conquistaron Babilonia en 538 a. C. El nuevo gobernante persa, Ciro II el Grande, decidió permitir que los exiliados de distintos pueblos regresaran a sus patrias. De acuerdo con el Libro de Esdras y el Libro de Nehemías, los judíos regresaron a Judea bajo la dirección conjunta de un descendiente del último rey y del último sumo sacerdote. Reconstruyeron el templo y reconstituyeron Judá (ahora se llama Yehud) como una comunidad santa gobernada por sacerdotes.
Fue en este periodo cuando se compuso la Torá (o el Pentateuco ―‘los cinco libros’― para dar su posterior nombre griego), separando el Deuteronomio de la historia deuteronomista y agregando los libros del Génesis, el Éxodo, el Levítico y los Números (Dawes, pág. 16).

## Composición

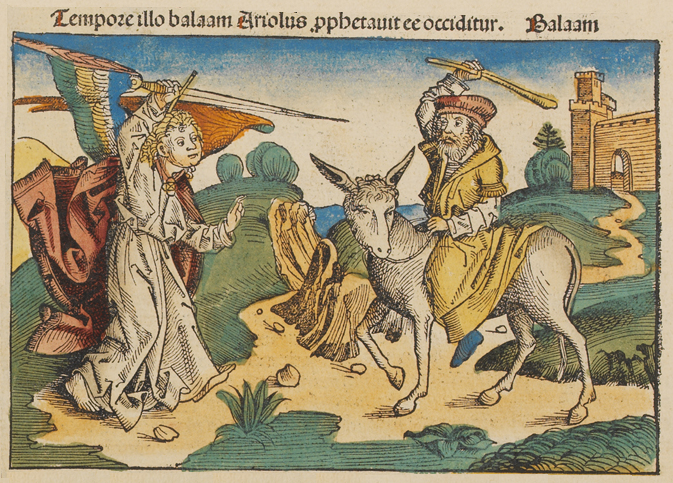
Balaam y el ángel (ilustración de la “'Crónica de Núremberg”' de 1493)

La mayoría de los estudiosos bíblicos modernos creen que la Torá —los libros del Génesis, Éxodo, Levítico Números y Deuteronomio—alcanzó su forma actual en el período postexílico (es decir, después del 520 a. C. aproximadamente), basándose en tradiciones escritas y orales preexistentes, así como en la realidad geográfica y política contemporánea. Los cinco libros se describen a menudo como extraídos de cuatro «fuentes», consideradas generalmente como obras de escuelas de escritores más que de individuos: el Yahvista y el Eloísta (a menudo tratados como una sola fuente), la fuente sacerdotal y el deuteronomista. Existe una controversia sobre los orígenes de la fuente o fuentes no sacerdotales, pero en general se acepta que la fuente sacerdotal es postexílica. A continuación se presenta un resumen de la hipótesis:
- El Génesis está compuesto por material sacerdotal y no sacerdotal.[13]
- El Éxodo es una antología extraída de casi todos los períodos de la historia de Israel.[14]
- Levítico es totalmente sacerdotal y data del período exílico/postexílico.[15]
- Números es una redacción sacerdotal (es decir, una edición) de un original no sacerdotal.[3]
- Deuteronomio, ahora el último libro de la Torá, comenzó como el conjunto de leyes religiosas que constituyen la mayor parte del libro, se amplió a principios del siglo VI a. C. para servir de introducción a la historia deuteronómica (los libros desde Josué hasta Reyes), y más tarde se separó de esa historia, se amplió y editó de nuevo, y se adjuntó a la Torá.[16]

Sin embargo, los rollos de Ketef Hinnom apuntan a la plausibilidad de una tradición escrita preexílica del pasaje de Números 6 y Deuteronomio 7. Aunque esto no prueba de manera concluyente que existiera una tradición escrita canónica, sí apunta a la posibilidad de que existiera.

## Temas

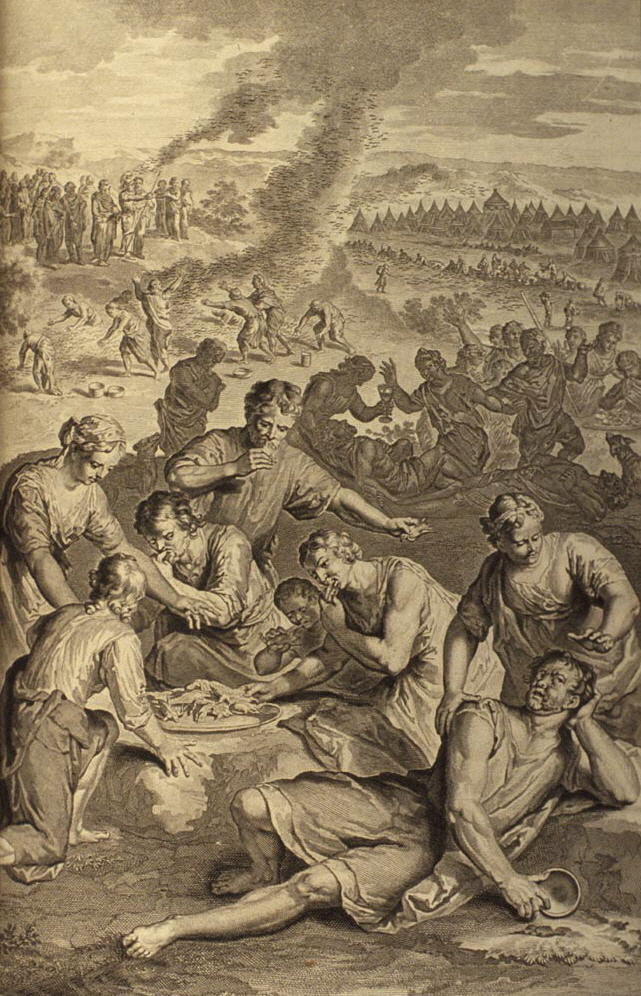
Una plaga infligida a Israel mientras comían codornices (ilustración de la obra «Figures de la Bible», 1728).

David A. Clines, en su influyente obra «The Themes of the Pentateuch» (1978), identificó el tema general de los cinco libros como el cumplimiento parcial de una promesa hecha por Dios a los patriarcas Abraham, Isaac y Jacob. La promesa tiene tres elementos: la posteridad (es decir, los descendientes; a Abraham se le dice que sus descendientes serán tan innumerables como las estrellas), la relación entre lo divino y lo humano (Israel será el pueblo elegido de Dios) y la tierra (la tierra de Canaán, maldita por Noé inmediatamente después del Diluvio).
El tema de la relación divino-humana se expresa, o se gestiona, a través de una serie de pactos (que significan tratados, acuerdos legalmente vinculantes) que se extienden desde el Génesis hasta el Deuteronomio y más allá. El primero es el pacto entre Dios y Noé inmediatamente después del Diluvio, en el que Dios se compromete a no volver a destruir la Tierra con agua. El siguiente es entre Dios y Abraham, y el tercero entre Dios y todo Israel en el Monte Sinaí. En este tercer pacto, a diferencia de los dos primeros, Dios entrega un elaborado conjunto de leyes (dispersas a lo largo del Éxodo, el Levítico y los Números) que los israelitas deben observar; también deben permanecer fieles a Yahvé, el dios de Israel, lo que significa, entre otras cosas, que deben confiar en su ayuda.
Es importante señalar que una de las razones por las que se promulgó esta ley fue para establecer al pueblo israelita como el pueblo de Yahvé. Las leyes y las instrucciones tenían tanto que ver con la identidad como con la obediencia. Al proporcionar todas las diferentes instrucciones y leyes, Yahvé afirmaba que el pueblo israelita era suyo y que llevaría su identidad.: 246 
El tema de los descendientes marca el primer acontecimiento de Números, el censo de los hombres aptos para la guerra de Israel: el enorme número resultante (más de 600 000) demuestra el cumplimiento de la promesa de Dios a Abraham de innumerables descendientes, además de servir como garantía de Dios de la victoria en Canaán. A medida que avanzan los capítulos 1-10, el tema de la presencia de Dios con Israel pasa a primer plano: estos capítulos describen cómo debe organizarse Israel en torno al Santuario, la morada de Dios en medio de ellos, bajo la responsabilidad de los levitas y los sacerdotes, en preparación para la conquista de la tierra.
Los israelitas se pusieron entonces en marcha para conquistar la tierra, pero casi inmediatamente se negaron a entrar en ella, y Yahvé condenó a toda la generación que había salido de Egipto a morir en el desierto. El mensaje es claro: el fracaso no se debió a ningún error en la preparación, porque Yahvé lo había previsto todo, sino al pecado de infidelidad de Israel. En la última sección, los israelitas de la nueva generación siguen las instrucciones de Yahvé dadas a través de Moisés y tienen éxito en todo lo que emprenden. Los últimos cinco capítulos se refieren exclusivamente a la tierra: instrucciones para el exterminio de los cananeos, la demarcación de las fronteras de la tierra, cómo se debe dividir la tierra, las ciudades santas para los levitas y las «ciudades de refugio», el problema de la contaminación de la tierra por la sangre y las normas de herencia cuando no hay un heredero varón.
Una gran parte del tema teológico en Números es la justicia y la santidad de Dios frente a la rebelión humana. Los dos censos no solo muestran la diferente respuesta de dos generaciones, sino que Dios se mantuvo fiel a pesar de la rebelión de los israelitas. El tema del libro parece centrarse más en la fidelidad y la santidad de Dios, ya que este es un tema común que recorre todo el Pentateuco, no solo el libro de Números. : 247 

### Cifras del censo
El libro de los Números registra con cierto detalle la población de los hombres aptos para el combate en Israel, proporcionando una cifra aproximada de 600 000 soldados. Esto se traduciría en una población total de entre 1,5 y 2,5 millones de israelitas. Sin embargo, los estudiosos han propuesto múltiples alternativas, ya que un número tan elevado de israelitas no se ajusta al conocimiento histórico moderno de la época ni a las pruebas arqueológicas. Algunos estudiosos consideran que el libro de los Números no es histórico y que las cifras que ofrece son muy exageradas o simplemente inventadas, por lo que prefieren centrarse en los Números como un libro teológico y no histórico.
Por otro lado, algunos estudiosos de la Biblia especulan que la literatura no se refiere al número real, y que la palabra «mil» en realidad se refiere a un sustantivo que significa un grupo o clan. Sin embargo, esta interpretación plantea un problema, ya que socava la validez del texto, «supone un malentendido y una transmisión errónea del texto en todas las listas del censo del Éxodo y los Números (por no mencionar otros textos)» y produce varias inconsistencias en el libro de los Números que no pueden resolverse. La mayoría de los estudiosos que sostienen esta opinión plantean un número mucho menor de combatientes israelitas, más cercano a los 20 000. Otra teoría es la de un error en la transmisión, con J.W. Wenham argumentando que «los textos bíblicos a menudo se corrompen por la simple adición de ceros a los números», aunque el fallo de esta sugerencia «es que el error en los ceros se produciría fácilmente solo cuando los números se representaran con cifras en lugar de con palabras», y hay «poca o ninguna evidencia de que se utilizaran cifras en los textos bíblicos durante el período bíblico». Basándonos en la naturaleza del libro y en los numerosos relatos sobre el pago de impuestos y los registros de animales y personas, lo más probable es que Números se refiera a un recuento numérico real del pueblo israelita. Una explicación más probable para el gran número que aparece en el libro es que hoy en día no se pueden establecer realmente las métricas numéricas reales. Esto nos obliga a aceptar los valores tal y como se dan, ya que cualquier otra alternativa plantea más problemas que soluciones.: 246  En su comentario sobre el libro de Números, Juan Calvino reconoció que incluso entre sus contemporáneos, «ciertos escépticos» habían cuestionado la veracidad de las cifras citadas, pero defendió la inerrancia del texto invocando la milagrosa «interferencia de Dios».
Según el análisis de Timothy R. Ashley:
«Ningún sistema responde a todas las preguntas ni resuelve todos los problemas. [...] En resumen, carecemos de los materiales en el texto para resolver este problema. A fin de cuentas, hay que admitir que la respuesta es difícil de encontrar. Quizás lo mejor sea tomar estos números como lo ha hecho R. K. Harrison, basados en un sistema familiar para los antiguos pero desconocido para los modernos. Según Harrison, las cifras deben tomarse como «símbolos de poder relativo, triunfo, importancia y similares, y no deben entenderse ni en sentido estrictamente literal ni como existentes en una forma textual corrupta».

## Historicidad
Como es habitual en los libros del Antiguo Testamento, su pertenencia a la serie de «libros históricos» es afirmada tanto por la Iglesia católica, como por ortodoxos, protestantes,  etc. Otros autores afirman que ello no implica que corresponda al género histórico como se lo entiende hoy.
En el primer caso, en la misma línea que la tradición judía, la historia refleja ampliamente hechos históricos acontecidos, que hablan de la relación de Yahvé con el pueblo judío. Para los segundos no habría más que mitos y leyendas que en cualquier caso nadie ha podido tampoco negar.
La arqueología trabaja desde hace un siglo en tratar de averiguar la veracidad y detalle del contenido histórico de este libro. No cabe duda alguna que al menos todos los aspectos culturales quedan muy reafirmados por haberse conservado en su esencia en el judaísmo del templo hasta tiempos de Jesús. Además de la propia certificación que los autores del Nuevo Testamento ofrecen al dar por históricos estos hechos. Así como lo hacen numerosos otros libros posteriores de la propia Biblia.
La arqueología no ha podido ni negar ni confirmar la completa veracidad de todo lo narrado. Como es común, los autores discuten sobre numerosas y a veces contradictorias hipótesis.
Las narraciones se interrumpen constantemente para insertar textos jurídicos. Es por ello que el plan de trabajo histórico se diluye a menudo, cosa que no ocurre con el plan teológico del libro.

## Contenido
El agrupamiento de los elementos del libro debe hacerse alrededor de los hechos principales narrados, y esta tarea es en extremo difícil. Es por ello que históricamente se ha buscado establecer una división más simple, como por ejemplo según los sitios donde suceden los acontecimientos.
Así, el Libro de los Números puede dividirse en tres partes principales:
1. En el Sinaí: desde 1:1 hasta 10:10
2. En el Cadés-Barnea: desde 10:11 hasta 22:1
3. En los llanos de Moab: desde 22:2 hasta 36:13

## Significado
El pueblo de Israel camina con Yahvé. Si existen fallos, estos no son provocados por Yahvé, sino por los pecados del pueblo (cfr. caps. 13 y 14). En cambio, si hay éxitos, estos vienen como consecuencia de la fidelidad del pueblo al Dios que los ha librado y que permanece con Israel.

## Porciones semanales de la Torá del judaísmo en el Libro de los Números
- Bemidbar, en Números 1-4: Primer censo, deberes sacerdotales
- Naso, en Números 4-7: Deberes sacerdotales, el campamento, la infidelidad y el nazareo, consagración del tabernáculo
- Behaalotecha, en Números 8-12: Levitas, viaje entre la nube y la columna de fuego, quejas, interrogatorio a Moisés
- Shlach, sobre Números 13-15: Informe mixto de los exploradores y respuesta de Israel, libaciones, pan, idolatría, flecos
- Korach, sobre Números 16-18: La rebelión de Coré, la plaga, los brotes del bastón de Aarón, los deberes de los levitas
- Chukat, sobre Números 19-21: La vaca roja, el agua de la roca, la muerte de Miriam y Aarón, las victorias, las serpientes
- Balak, sobre Números 22-25: El asno de Balaam y la bendición
- Pinejas, sobre Números 25-29: Pinejas, segundo censo, herencia, sucesor de Moisés, ofrendas y fiestas
- Matot, sobre Números 30-32: votos, Madian, reparto del botín, tierras para Rubén, Gad y la mitad de Manasés
- Masei“”, sobre Números 33-36: etapas del viaje de los israelitas, instrucciones para la conquista, ciudades para los levitas

## Cuadro sinóptico de temas
| Capítulo | Temas                |  |
| 1        | Cooperación          |  |
| 1-2      | Obediencia           |  |
| 6        | Santidad             |  |
| 7        | Ofrendas             |  |
| 9        | Pascua               |  |
| 11       | Provisión            |  |
| 12       | Problemas familiares |  |
| 14       | Desesperanza         |  |
| 11       | Opositores           |  |
| 12       | Problemas familiares |  |
| 21(v10). | Conquistas           |  |
| 25       | Idolatría            |  |
| 32(v6).  | Indiferencia         |  |
| 32(v11). | Tibieza              |  |

## Simbología
| Capítulo | Símbolo         |  |
| 2(v17).  | Bandera         |  |
| 3(31).   | Candelero       |  |
| 9(v32).  | Oro             |  |
| 30(v17). | Carnero         |  |
| 12(v7).  | Trompeta        |  |
| 16(v13). | Nube            |  |
| 17       | Vara            |  |
| 20       | Agua de la roca |  |
| 32       | Voto            |  |
| 23(v14). | Altar           |  |